# Gabriela Nedelcu
Gabriela Nedelcu (n. 24 octombrie 1970, Pașcani, județul Iași) este un politician român, membru al Partidul Social Democrat. Gabriela Nedelcu este consilier local PSD în municipiul Pașcani și directoarea Școlii Speciale Pașcani. În anul 2004, la alegerile pentru Camera Deputaților, a candidat pe listele PSD. În cadrul activității sale parlamentare în legislatura 2004-2008, Gabriela Nedelcu a fost membru în grupurile parlamentare de prietenie cu UNESCO,Republica Azerbaidjan, Republica Serbia, Republica Slovenia, Republica Alegriană Democratică și Populară. A fost viceprimar al Municipiul Pascani în perioada 2016-2020. Actualmente este consilier local al Municipiului Pascani.   